# Кубок ФРГ по волейболу среди мужчин
Кубок ФРГ по волейболу — второй по значимости, после национального чемпионата, турнир в ряду соревнований волейбольных клубов ФРГ. Проводился в 1973—1991 годах (до объединения ГДР и ФРГ). Всего было 19 розыгрышей трофея, в которых побеждали 11 клубов. В сезоне 1991/92 был проведён первый единый Кубок Германии.

## Победители турнира
| Сезон | Чемпион         |
| ----- | --------------- |
| 1973  | ТСФ-1860 Мюнхен |
| 1974  | «Гамбург»       |
| 1975  | ТСФ-1860 Мюнхен |
| 1976  | УСК Мюнстер     |
| 1977  | «Гамбург»       |
| 1978  | ТСФ-1860 Мюнхен |
| 1979  | ТСФ-1860 Мюнхен |
| 1980  | ТСФ-1860 Мюнхен |
| 1981  | «Падерборн»     |
| 1982  | «Пассау»        |

| Сезон | Чемпион                 |
| ----- | ----------------------- |
| 1983  | «Гамбург»               |
| 1984  | УСК «Гессен» Висбаден   |
| 1985  | «Гамбург»               |
| 1986  | ФДС «Берлин»            |
| 1987  | «Бонн»                  |
| 1988  | «Байер» Леверкузен      |
| 1989  | «Гамбург»               |
| 1990  | «Мильбертсхофен» Мюнхен |
| 1991  | «Мёрсер» Мёрс           |

### Титулы
| Клуб                         | Победы |
| ---------------------------- | ------ |
| «Гамбург»                    | 5      |
| ТСФ-1860 Мюнхен              | 5      |
| ФДС «Берлин» Западный Берлин | 1      |
| «Байер» Леверкузен           | 1      |
| «Бонн»                       | 1      |
| УСК «Гессен» Висбаден        | 1      |
| «Мёрсер» Мёрс                | 1      |
| «Мильбертсхофен» Мюнхен      | 1      |
| УСК Мюнстер                  | 1      |
| «Падерборн»                  | 1      |
| «Пассау»                     | 1      |